# Argyle (wieś w stanie Nowy Jork)
Argyle – wieś w Stanach Zjednoczonych, w stanie Nowy Jork, w hrabstwie Washington.